# Comuna Jorăști, Galați
Jorăști este o comună în județul Galați, Moldova, România, formată din satele Jorăști (reședința), Lunca și Zărnești. Se află în Podișul Covurluiului; lângă Covurlui; și la o altitudine de 105 m deasupra nivelului mării. Are o suprafață de 68,12 km². Populația este de 1.616 locuitori, determinată în 1 decembrie 2021, prin recensământ, chestionar.

## Așezare
Comuna se află în nordul județului, în podișul Covurlui, pe malurile râului Covurlui. Este străbătută de șoseaua județeană DJ242H, care o leagă spre nord de Rădești și spre sud de Târgu Bujor.

## Istorie
La sfârșitul secolului al XIX-lea, comuna făcea parte din plasa Prutul a județului Covurlui și era formată din satele Lunca, Jorăști și Zărnești, având în total 1769 de locuitori. În comună funcționau trei biserici și o școală mixtă cu 37 de elevi. Anuarul Socec din 1925 o consemnează în plasa Horincea a aceluiași județ, în aceeași componență, având 2497 de locuitori.
În 1950, comuna a fost transferată raionului Bujor și apoi (după 1956) raionului Berești, după care a revenit în 1960 la raionul Bujor. În 1968, ea a trecut la județul Galați.

## Personalități
Sorin Frunză - Fotbalist

## Monumente istorice
Două obiective din comuna Jorăști sunt incluse în lista monumentelor istorice din județul Galați ca monumente de interes local. Unul este situl arheologic de la „Râpa cu Oale”, la 300 m nord de satul Lunca, constând dintr-o necropolă aparținând culturii Cerneahov, din secolul al IV-lea e.n. (Epoca migrațiilor). Altul este monumentul istoric de arhitectură reprezentat de școala tip „Spiru Haret” (1901) din Lunca.

## Demografie
Componența etnică a comunei Jorăști
     Români (93,81%)
     Alte etnii (0%)
     Necunoscută (6,19%)
Componența confesională a comunei Jorăști
     Ortodocși (93,44%)
     Alte religii (0,31%)
     Necunoscută (6,25%)
Conform recensământului efectuat în 2021, populația comunei Jorăști se ridică la 1.616 locuitori, în scădere față de recensământul anterior din 2011, când fuseseră înregistrați 1.779 de locuitori. Majoritatea locuitorilor sunt români (93,81%), iar pentru 6,19% nu se cunoaște apartenența etnică. Din punct de vedere confesional, majoritatea locuitorilor sunt ortodocși (93,44%), iar pentru 6,25% nu se cunoaște apartenența confesională.

## Politică și administrație
Comuna Jorăști este administrată de un primar și un consiliu local compus din 11 consilieri. Primarul, Valerică Tăbăcaru[*], de la Partidul Național Liberal, este în funcție din 1 noiembrie 2024. Începând cu alegerile locale din 2024, consiliul local are următoarea componență pe partide politice:
|  | Partid                    | Consilieri | Componența Consiliului | Componența Consiliului | Componența Consiliului | Componența Consiliului | Componența Consiliului | Componența Consiliului |
|  | ------------------------- | ---------- | ---------------------- | ---------------------- | ---------------------- | ---------------------- | ---------------------- | ---------------------- |
|  | Partidul Social Democrat  | 6          |                        |                        |                        |                        |                        |                        |
|  | Partidul Național Liberal | 5          |                        |                        |                        |                        |                        |                        |